# Zwemmen op de Olympische Jeugdzomerspelen 2010
Zwemmen is een van de olympische sporten die beoefend worden tijdens de Olympische Jeugdzomerspelen 2010 in Singapore. De competitie loopt van 15 tot en met 20 augustus in de Singapore Sports School. Er wordt in 34 onderdelen gestreden voor de gouden medaille: zestien bij de jongens, zestien bij de meisjes en twee gemengde teamcompetities.

## Deelnemers
De jongens moeten in 1992 of 1993 geboren zijn en de meisjes in 1993 of 1994. Het aantal deelnemers is door het IOC op 200 jongens en 200 meisjes gesteld.
De beste 16 landen tijdens de Wereldkampioenschappen zwemmen 2009 mochten vier jongens en vier meisjes inschrijven, mits zij aan de vooraf bepaalde limiettijden voldeden. Mochten niet alle continenten bij deze landen zijn vertegenwoordigd, dan mocht het beste land van dat continent ook vier jongens en vier meisjes inschrijven. Ook het gastland mocht dit aantal inschrijven.
Andere landen met zwemmers die aan de limiettijden voldeden mogen 2 jongens en 2 meisjes inschrijven. De limiettijden konden in diverse toernooien tussen 1 maart 2009 en 31 maart 2010 worden gezwommen, mits deze toernooien door de Fédération Internationale de Natation (FINA) waren goedgekeurd.
Mochten op deze manier meer dan 140 jongens en 140 meisjes de limiettijden zwemmen, dan werd het aantal deelnemers tot deze aantallen teruggebracht met behulp van de FINA puntentabel (het landenklassement) waarvoor per zwemmer de beste tijd telt.
Alle andere landen mochten ongeacht de zwemtijden een jongen en een meisje inschrijven, waarbij wel het maximumaantal werd beperkt tot 56, zowel bij de jongens als bij de meisjes. De exacte invulling van deze plaatsen werd bepaald door het IOC en de FINA.
Bovendien gold dat per land het totale aantal sporters, bekeken over alle individuele sporten en het basketbal tijdens deze Jeugdspelen, is beperkt tot 70.

## Onderdelen
De individuele afstanden bestaan uit series, een halve finale en finale.
Aan de estafettes voor landenteams mogen de beste 16 teams van het wereldkampioenschap 2009 meedoen. De deelnemers in de estafette moeten wel in het individuele toernooi meedoen.
Aan de estafettes voor gemengde teams zijn geen beperkingen opgelegd. Wel moeten de deelnemers in het individuele toernooi hebben meegedaan.

## Kalender
| Augustus | 14 | 15 | 16 | 17 | 18 | 19 | 20 | 21 | 22 | 23 | 24 | 25 | 26 |
| -------- | -- | -- | -- | -- | -- | -- | -- | -- | -- | -- | -- | -- | -- |
| Zwemmen  |    | 3  | 8  | 4  | 7  | 3  | 9  |    |    |    |    |    |    |

|  | Finale |

## Medailles

### Jongens
| Discipline         | Goud | Goud                                                        | Zilver | Zilver                                                      | Brons   | Brons                                                              |
| ------------------ | ---- | ----------------------------------------------------------- | ------ | ----------------------------------------------------------- | ------- | ------------------------------------------------------------------ |
| 50 m vrije slag    | UKR  | Andrij Hovorov                                              | AUS    | Kenneth To                                                  | ESP     | Aitor Martinez                                                     |
| 100 m vrije slag   | FRA  | Mehdy Metella                                               | SRB    | Velimir Stjepanović                                         | AUS     | Kenneth To                                                         |
| 200 m vrije slag   | RUS  | Andrej Oesjakov                                             | VEN    | Cristian Quintero                                           | CAN     | Jeremy Bagshaw                                                     |
| 400 m vrije slag   | CHN  | Dai Jun                                                     | RSA    | Chad le Clos                                                | VEN     | Cristian Quintero                                                  |
| 50 m rugslag       | TRI  | Christian Homer                                             | SIN    | Rainer Kai Wee Ng                                           | KUW AUS | Abdullah Altuwaini Max Ackermann                                   |
| 100 m rugslag      | CHN  | He Jianbin                                                  | ISR    | Yakov Toumarkin                                             | NOR     | Lavrans Solli                                                      |
| 200 m rugslag      | HUN  | Péter Bernek                                                | ISR    | Yakov Toumarkin                                             | HUN     | Balázs Zambó                                                       |
| 50 m schoolslag    | CRO  | Ivan Capan                                                  | AUS    | Nicholas Schafer                                            | ROU     | Razvan Tudosie                                                     |
| 100 m schoolslag   | AUS  | Nicholas Schafer                                            | RUS    | Anton Lobanov                                               | ITA     | Flavio Bizzarri                                                    |
| 200 m schoolslag   | ITA  | Flavio Bizzarri                                             | RUS    | Anton Lobanov                                               | AUS     | Nicholas Schafer                                                   |
| 50 m vlinderslag   | UKR  | Andrij Hovorov                                              | KOR    | Chang Gyucheol                                              | ITA     | Tommaso Romani                                                     |
| 100 m vlinderslag  | KOR  | Chang Gyucheol                                              | RSA    | Chad le Clos                                                | SRB     | Velimir Stjepanović                                                |
| 200 m vlinderslag  | HUN  | Bence Biczó                                                 | RSA    | Chad le Clos                                                | POL     | Marcin Cieślak                                                     |
| 200 m wisselslag   | RSA  | Chad le Clos                                                | AUS    | Kenneth To                                                  | RSA     | Dylan Bosch                                                        |
| 4x100 m vrije slag | RUS  | Andrej Oesjakov Aleksej Atsapkin Ilja Lemajev Anton Lobanov | CHN    | Sun Bowei Dai Jun Wang Ximing He Jianbin                    | RSA     | Chad le Clos Murray McDougall Dylan Bosh Pierre Keune              |
| 4x100 m wisselslag | AUS  | Max Ackermann Justin James Nicholas Schafer Kenneth To      | FRA    | Jordan Coelho Mehdy Metella Ganesh Pedurand Thomas Rabeisen | GER     | Christian Diener Melvin Herrmann Christian vom Lehn Kevin Leithold |

### Meisjes
| Discipline         | Goud    | Goud                                               | Zilver | Zilver                                                                   | Brons | Brons                                                   |
| ------------------ | ------- | -------------------------------------------------- | ------ | ------------------------------------------------------------------------ | ----- | ------------------------------------------------------- |
| 50 m vrije slag    | CHN FRA | Tang Yi Anna Santamans                             |        |                                                                          | AUS   | Emma McKeon                                             |
| 100 m vrije slag   | CHN     | Tang Yi                                            | AUS    | Emma McKeon                                                              | CAN   | Lauren Earp                                             |
| 200 m vrije slag   | CHN     | Tang Yi                                            | HUN    | Boglárka Kapás                                                           | AUS   | Emma McKeon                                             |
| 400 m vrije slag   | HUN     | Boglárka Kapás                                     | USA    | Kiera Janzen                                                             | GBR   | Eleanor Faulkner                                        |
| 50 m rugslag       | FRA     | Mathilde Cini                                      | UKR    | Daryna Zevina                                                            | RUS   | Aleksandra Papoesja                                     |
| 100 m rugslag      | UKR     | Daryna Zevina                                      | CHN    | Bai Anqi                                                                 | RUS   | Aleksandra Papoesja                                     |
| 200 m rugslag      | CHN     | Bai Anqi                                           | USA    | Kaitlyn Jones                                                            | UKR   | Daryna Zevina                                           |
| 50 m schoolslag    | CAN     | Rachel Nicol                                       | ITA    | Martina Carraro                                                          | POR   | Ana de Pinho Rodrigues                                  |
| 100 m schoolslag   | CAN     | Tera van Beilen                                    | AUS    | Emily Selig                                                              | CAN   | Rachel Nicol                                            |
| 200 m schoolslag   | AUS     | Emily Selig                                        | CAN    | Tera Van Beilen                                                          | JPN   | Maya Hamano                                             |
| 50 m vlinderslag   | CHN     | Liu Lan                                            | ITA    | Elena di Liddo                                                           | FRA   | Anna Santamans                                          |
| 100 m vlinderslag  | CHN     | Liu Lan                                            | ESP    | Judit Ignacio                                                            | GBR   | Rachael Kelly                                           |
| 200 m vlinderslag  | HUN     | Boglárka Kapás                                     | ESP    | Judit Ignacio                                                            | CHN   | Liu Lan                                                 |
| 200 m wisselslag   | USA     | Kaitlyn Jones                                      | RUS    | Kristina Kotsjetkova                                                     | CZE   | Barbora Závadová                                        |
| 4x100 m vrije slag | CHN     | Bai Anqi Liu Lan Tang Yi Wang Chang                | GER    | Dorte Baumert Lena Kalla Lina Rathsack Juliane Reinhold                  | CAN   | Tera van Beilen Lindsay Delmar Lauren Earp Rachel Nicol |
| 4x100 m wisselslag | AUS     | Madison Wilson Emily Selig Zoe Johnson Emma McKeon | RUS    | Aleksandra Papoesja Olga Detenyuk Kristina Kochetkova Ekaterina Andreeva | GER   | Dorte Baumert Lina Rathsack Lena Kalla Juliane Reinhold |

### Gemengd
| Discipline         | Goud | Goud                                   | Zilver | Zilver                                                                 | Brons | Brons                                                    |
| ------------------ | ---- | -------------------------------------- | ------ | ---------------------------------------------------------------------- | ----- | -------------------------------------------------------- |
| 4x100 m vrije slag | CHN  | He Jianbin Liu Lan Sun Bowei Tang Yi   | AUS    | Justin James Emma McKeon Kenneth To Madison Wilson                     | FRA   | Mathilde Cini Jordan Coelho Mehdy Metella Anna Santamans |
| 4x100 m wisselslag | CHN  | He Jianbin Liu Lan Tang Yi Wang Ximing | RUS    | Kristina Kotsjetkova Anton Lobanov Aleksandra Papoesja Andrej Oesjakov | AUS   | Max Ackermann Emma McKeon Emily Selig Kenneth To         |

### Medailleklassement
| Plaats | Land               | NOC    | Goud | Zilver | Brons | Totaal |
| ------ | ------------------ | ------ | ---- | ------ | ----- | ------ |
| 1      | China              | CHN    | 11   | 2      | 1     | 14     |
| 2      | Australië          | AUS    | 4    | 6      | 6     | 16     |
| 3      | Hongarije          | HUN    | 4    | 1      | 1     | 6      |
| 4      | Frankrijk          | FRA    | 3    | 1      | 2     | 6      |
| 5      | Oekraïne           | UKR    | 3    | 1      | 1     | 5      |
| 6      | Rusland            | RUS    | 2    | 5      | 2     | 9      |
| 7      | Canada             | CAN    | 2    | 1      | 4     | 7      |
| 8      | Zuid-Afrika        | RSA    | 1    | 3      | 2     | 6      |
| 9      | Italië             | ITA    | 1    | 2      | 2     | 5      |
| 10     | Verenigde Staten   | USA    | 1    | 2      | 0     | 3      |
| 11     | Zuid-Korea         | KOR    | 1    | 1      | 0     | 2      |
| 12     | Kroatië            | COR    | 1    | 0      | 0     | 1      |
| 12     | Trinidad en Tobago | TRI    | 1    | 0      | 0     | 1      |
| 14     | Spanje             | ESP    | 0    | 2      | 1     | 3      |
| 15     | Israël             | ISR    | 0    | 2      | 0     | 2      |
| 16     | Duitsland          | GER    | 0    | 1      | 2     | 3      |
| 17     | Servië             | SRB    | 0    | 1      | 1     | 2      |
| 17     | Venezuela          | VEN    | 0    | 1      | 1     | 2      |
| 19     | Singapore          | SIN    | 0    | 1      | 0     | 1      |
| 20     | Groot-Brittannië   | GBR    | 0    | 0      | 2     | 2      |
| 21     | Japan              | JPN    | 0    | 0      | 1     | 1      |
| 21     | Koeweit            | KUW    | 0    | 0      | 1     | 1      |
| 21     | Noorwegen          | NOR    | 0    | 0      | 1     | 1      |
| 21     | Polen              | POL    | 0    | 0      | 1     | 1      |
| 21     | Portugal           | POR    | 0    | 0      | 1     | 1      |
| 21     | Roemenië           | ROU    | 0    | 0      | 1     | 1      |
| 21     | Tsjechië           | CZE    | 0    | 0      | 1     | 1      |
| Totaal | Totaal             | Totaal | 35   | 33     | 35    | 103    |